# Meta元素
Meta元素是HTML和XHTML文档中用来提供关于網頁的结构化元数据的标签。它们是网页head的一部分。具有不同属性的多个Meta元素可以在同一页面上使用。Meta元素可用于指定页面描述、关键字以及未在其他head元素、属性中提供的其他元数据。
Meta元素有两个用途：模拟HTTP响应头字段的使用，或者在HTML文档中嵌入额外的元数据。
对于包含HTML 4.01和XHTML的HTML，有四个有效的属性：content、http-equiv、name和scheme。在HTML 5下，现在有五个有效的属性，添加了charset。http-equiv用于模拟HTTP标题，并用name来嵌入元数据。无论哪种情况，语句的值都包含在content属性中，除非给出charset，否则这是唯一必需的属性。charset用于指示文档的字符集，可用于HTML5。
这些元素必须作为标签放置在HTML或XHTML文档的head一节。
该元素的两个不同部分是：
- 标题标签
- 元描述